# Рецептивна естетика
Рецептивна естетика или рецептивна критика (на английски: Reader-response criticism, букв. критика на читателския отзив, отклик) е поле в литературната теория, което се фокусира върху читателя, тоест анализира се едно литературно произведение, като акцентът е върху предполагания от него читател, неговия личен литературен опит. Рецептивната естетика се различава от други школи и теории, които се фокусират върху автора, формата или съдържанието на литературното произведение.
Рецептивната естетика разпознава читателя като активен агент, който придава, но и съобщава за „реално съществуване“ на една литературна творба и завършва нейното значение чрез интерпретацията.
В България читателският опит и отклик обикновено са обединявани от понятието читателска рецепция .

## Основни представители
Съществуват няколко различни литературоведски школи, посветили усилията си на читателя в текста.
В Германия основни представители на този тип литературознание са Ханс Роберт Яус и Волфганг Изер. Техните изследвания се опират на феноменологията. А най-емблематична за школата е поредицата от сборници „Поетика и херменевтика“, издавана като резултат от семинарите, организирани от университета в Констанц.
В САЩ рецептивната естетика е свързана с психоанализата, както е в изследванията на Дейвид Блийч и Норман Холанд. Но най-популярният представител на рецептивната критика в САЩ е Стенли Фиш.

## Рецептивната естетика в България
В България рецептивната естетика прониква през 80-те години на ХХ век чрез трудовете на източногерманския литературовед Роберт Вайман. Негов най-предан адепт е професорът по възрожденска литература в Софийския университет Дочо Леков.
През февруари 2000 г. в София е организирана голяма международна конференция в чест на Волфганг Изер. В резултат е издаден и сборник от конференцията.